# Orode II di Elimaide
Orode II (fl. II secolo) è stato un re di Elimaide, che regnò probabilmente nel II secolo.
È conosciuto solo dalle sue monete, che recano leggende in aramaico (URUD MaLKA - Re Orodes) e che si riferiscono a lui come re e figlio di un Orode, probabilmente Orode I. Le monete, che lo raffigurano in posa frontale, non sono datate, ma sono datate al II secolo su basi stilistiche.